# Kosović (Dobrota)
Kosović su dobrotska i peraška patricijska obitelj Hrvata. Ogranci u Perastu pripadali su bratstvima (kazadama) Studenih i Brajkovića. Poznati kao pomorci. 
U vrelima su zabilježeni i s nadimcima Begović i Mijaljević. Nastanjivali su dobrotski predio Ljuta, gdje su u 19. st. imali više od 20 kuća. Potekli su vjerojatno iz Hercegovine, odakle su se u XVI. st. iselili u Dobrotu, poslije i u druga bokeljska mjesta. Jedan od prvih pripadnika obitelji izrijekom spomenutih u Dobroti, kapetan Marko Petrov (Markiša; 1654. – 1738.), u pomorskoj je bitki kraj Morinja 1717. porazio Turke (opjevao A. Kačić Miošić, Razgovor ugodni naroda slovinskoga. Split 1983., pjevanje 127) te 1725. – 26. bio općinski načelnik. U 18. i 19. st. pripadnici obitelji pretežno su trgovali u talijanskim, albanskim i grčkim lukama. Prema A. Tomiću (2004.), do suvremenoga doba u obitelji je bilo 49 kapetana, poručnik te 75 mornara. Kao trgovci, vlasnici i kapetani brodova zabilježeni su vlasnik tartane »San Giorgio« Josip Markov (Jozo; 1710. – 1760.), vlasnik i zapovjednik peliga Mato Ivanov (spominje se 1726–65), vlasnik tartane i poduzetnik Andrija Lukin (spominje se 1734. – 68.), vlasnik keča »La bella Bocchese« Krsto Ilijin (1765. – 1818.), vlasnik i zapovjednik tartane »La Damigela« Antun Lukin (1773. – 1833.), paruni i kapetani Luka Ivanov (spominje se 1720. – 53.), Stijepo Lukin (spominje se 1732. – 49.), Jakov Tomov (spominje se 1734. – 57.), Pavao Jakobov (1783. – 1839.), kapetani i trgovci Krsto Ivanov (spominje se 1719. – 48.), Andrija Matov (spominje se 1739. – 59.), Ivan Lukin (spominje se 1740. – 56.). Zapažen je bio Vicko (1688. – 1761.), kotorski kanonik od 1717. God. 1734. doktorirao je teologiju u Padovi i bio imenovan korčulanskim biskupom. Napisao je izvješća Svetoj stolici o stanju Korčulanske biskupije 1738., 1747., 1752. i 1760. Kačić Miošić posvetio mu je Razgovor ugodni naroda slovinskoga (Venecija 1756.). Petar Stijepov (1730–1796), pomorac i samouki slikar, prema nepotvrđenoj obiteljskoj tradiciji sudjelovao je 1756. u pomorskom okršaju braće Ivanovića s tripolitanskim gusarima u atenskoj luci. Sačuvane su njegove slike iz 1763. Sv. Antun Padovanski i Obraćenje sv. Eustahija (danas u privatnom posjedu), a pripisuje mu se i Uznesenje Bogorodice u dobrotskoj crkvi sv. Mateja. Mnogobrojni su pripadnici obitelji bili kapetani duge plovidbe. Andrija Krstov (1801. – 1847.) istaknuo se kao kapetan, suvlasnik i vlasnik jedrenjaka »Valente Giovannino«, »Valente Ernesto«, »Valente Corriere d’Albania«, »Verace« i »Riformato«. God. 1802. u Mlecima je znatan kapital i kuću imao poduzetnik Šimun. Antun Đurov (1808. – 1888.) posjedovao je pelig »Sloga«, Špiro Krstov (1814. – 1862.) bio je kapetan, suvlasnik i vlasnik brigantina »Valoroso Antonio« (prikazan na zavjetnoj slici u zbirci na otoku Gospe od Škrpjela), peliga »Li due amici« i »Buon Giacomo«, a Bogdan Petrov (1831. – 1904.) zapovjednik dobrotskih brodova »Celeste«, »Superbo«, »Slavia«, »Conte Arturo L.«, peljeških »Jacob«, »Lamek«, »Nahor« te jelšanskoga »Genitore Nicolò«. Više je Kosovića stradalo u pomorskim i drugim nezgodama: Đuro Tomov i Filip Jozov (1756.) te Stijepo Tomov (1758.) kao mornari na tartanama braće Ivanovića, Mato Jozov u eksploziji baruta u dračkoj luci (1769.), Mato Grgurov utopio se kraj Mljeta (1786.), Marko Antunov poginuo (1810.) blizu ušća Drima, Luka Petrov (1826.) kraj Krete, Andrija Krstov i Krsto Markov od tropske groznice u Skadru (1847.), a Krsto Antunov od kolere u Carigradu (1855.). Višegodišnji kapetan Austrijskoga Lloyda Gracija Markov (1875. – 1959.) darovao je 1910. crkvi bl. Gracija iz Mula zavjetnu sliku s prikazom parobroda »Trieste« u oluji. Rudolf Bogdanov (1885. – 1969.), jedan od posljednjih kapetana na jedrenjacima, zapovijedao je brodovima »Izrada«, »Nemanja«, »Vidovdan«, »Njegoš«, »Ivo Račić« i »Izgled«. Milan Božov (1886. – 1966.) bio je 1930. – 45. kapetan beogradskoga pristaništa i do 1950. načelnik Upravnoga odjeljenja Glavne uprave riječnoga prometa te Inspekcije unutarnje plovidbe, Josip Jakobov (1894. – 1965.; sudionik pobune mornara u Boki 1918.) kapetan Austrijskoga Lloyda, Jugoslavenskoga Lloyda, Jugolevanta, Zetske plovidbe, Boke i Jadrolinije, Mato Jakovljev (1896. – 1966.) kapetan riječne plovidbe, a Luka Andrijin (1920. – 2000.) kapetan pri Riječnoj plovidbi Hrvatske u Vukovaru i Jugoslavenskom riječnom brodarstvu. — Među pripadnicima obiteljskoga ogranka u Perastu 1760-ih spominje se Ivan kao jedan od predstavnika zajednice građana i pučana koji traže udio u općinskoj upravi, 1784. članovi obitelji primljeni su u bratstva (tzv. kazade) Studeni i Rajković, 1797. u bratstvo Vukašević, a Krsto je 1798. zabilježen kao član općinskoga vijeća. Potomci obitelji žive i danas.
LIT.: Obitelj. — F. Visković: Storia di Perasto dalla caduta della Repubblica Veneta al ritorno degli Austriaci. Trieste 1898, 70, 235. — S. Nakićenović: Boka. Srpski etnografski zbornik (Beograd), 1913, 20, str. 430–431. — A. Milošević: Dobrota, i njene znamenitosti. Nova Evropa, 27(1934) str. 137, 140. — M. Milošević: Putovanje dobrotskog jedrenjaka u albanske vode (ljeto 1847 god.). Godišnjak Pomorskog muzeja u Kotoru (GPMK), 4(1955) str. 161–170. — Isti: Nosioci pomorske privrede Perasta u prvoj polovini XVIII vijeka. Ibid., 7(1958) str. 111–112. — Isti: Nosioci pomorske privrede Dobrote prve polovine XVIII vijeka. Ibid., 8(1959) str. 128–129. — A. Tomić: Dobrotski jedrenjaci u devetnaestom vijeku. Ibid., str. 265, 268–273, 276–277. — Isti: Dobrotski kapetani duge plovidbe (kvalificirani od 1814 do 1910 god.). Ibid., 9(1960) str. 274–275. — S. Mijušković: Stradanje bokeljskih pomoraca u lepantskom zalivu maja 1774 godine. Ibid., 10(1962) str. 325. — M. Milošević: Neki aspekti pomorske privrede Boke kotorske u doba mletačke vladavine (1420–1797). Pomorski zbornik, 2. Zagreb 1962, 1791. — M. Š. Milošević: Bokeljski jedrenjaci od 1710. do 1730. godine. GPMK, 10(1962) str. 116–117, 125, 128, 140, 142. — M. Montani: Pomorstvo Perasta u portretima brodova. Pomorski zbornik, 2. Zagreb 1962, 1878. — M. Bošković: Herojski podvizi bokeljskih pomoraca – Dobrota. GPMK, 13(1965) str. 185. — M. Š. Milošević: Bokeljske tartane XVIII stoljeća. Ibid., str. 33. — Isti: Bokeljski brigantini i brikovi. Ibid., 14(1966) str. 60, 76. — J. Martinović: Propadanje bokeljskih jedrenjaka duge plovidbe od 1852–1902. godine. Ibid., str. 161, 168, 171, 174. — Isti: Propadanje bokeljskih jedrenjaka duge plovidbe od 1852–1902. godine. Ibid., 15(1967) str. 137–139. — V. Uljarević: Popis umrlih pomorskih kapetana s područja Boke kotorske za vrijeme 1850–1870. godine. Ibid., 17(1969) str. 205. — M. J. Đorđević: Bokelji – kapetani u jugoslavenskom rečnom brodarstvu 1862–1962 godine. Ibid., 18(1970) str. 171–172. — A. Tomić: Stradanje dobrotskih pomoraca i brodova od 1749. do 1902. godine. Ibid., 22(1974) str. 146–148, 150, 153, 155–156. — Isti: Stara dobrotska bratstva i njihov doprinos pomorstvu od početka XVIII stoljeća do danas. Ibid., 23(1975) str. 110–112. — Isti: Dobrotski jedrenjaci u XVIII stoljeću. Ibid., 26(1978) str. 73–79. — Isti: Crkva Sv. Eustahija u Dobroti: hram pomoraca. Ibid., 27–28(1979–80) str. 89, 91, 100. — N. Čolak: Regesti marittimi croati, 1–2. Padova 1985–1993. — A. Tomić: Pomorstvo Dobrote na portretima brodova. GPMK, 34(1986) str. 89, 93, 96, 99–100. — Isti: Dobrotski jedrenjaci u XIX stoljeću (prema novim podacima). Ibid., str. 108. — G. Brajković: Najstarija slika broda u zbirci na otoku Gospe od Škrpjela. Ibid., 35–36(1987–88) str. 59. — A. Tomić: Dobrotski pomorci zaslužni za izgradnju i opremu crkve Sv. Mateja u Dobroti. Ibid., 39–40(1991–92) str. 113, 120. — Isti: Dobrotski pomorci zaslužni za izgradnju i opremu crkve Sv. Eustahije u Dobroti. Ibid., str. 147–148. — Isti: Popis kuća Dobrote 1839–1846. godine. Ibid., 41–42(1993–94) str. 202–205. — P. Butorac: Razvitak i ustroj peraške općine. Perast 1998. — Isti: Kulturna povijest grada Perasta. Perast 1999. — A. Tomić: Stara dobrotska bratstva i njihov doprinos pomorstvu od početka XVIII stoljeća do danas. GPMK, 47–49(1999 –2001) str. 104, 109. — L. Čoralić: Iz prošlosti Boke: Dobrotski rodovi i Bratovština sv. Jurja i Tripuna u Mlecima (od XVII. do početka XIX. st.). Radovi Zavoda za povijesne znanosti HAZU u Zadru, 42(2000) str. 222. — M. Milošević: Pomorski trgovci, ratnici i mecene. Beograd—Podgorica 2003. — A. Tomić: Dobrota i njene ključne historijske i kulturne karakteristike. GPMK, 52(2004) str. 51, 54, 56–57, 59–60, 89–90, 98 –102, 105, 110, 113, 118, 120–121, 128–129, 151–152, 155, 157, 231–234. — Vicko. — D. Farlati i G. Coleti: Illyricum sacrum, 6. Venetiis 1800, 405. — R. Ritzler i P. Sefrin: Hierarchia catholica medii et recentioris aevi, 6. Patavii 1958, 189. — P. Butorac: Opatija Sv. Jurja kod Perasta. Perast 1999, 75. — V. Lupis: Iznova o korčulanskoj sakralnoj baštini. Godišnjak grada Korčule, 5(2000) str. 118–127. — B. Baničević: Korčulanska biskupija (1300. – 1830.). Split 2003. — Petar Stijepov. — M. Milošević: Nekoliko arhivskih podataka o slikaru Marku Radoničiću iz Dobrote. Prilozi povijesti umjetnosti u Dalmaciji, 1961, 13, str. 288. — A. Horvat, R. Matejčić i K. Prijatelj: Barok u Hrvatskoj. Zagreb 1982, 844. — M. Milošević: Petar Kosović slikar 18. stoljeća iz Dobrote. Prilozi povijesti umjetnosti u Dalmaciji, 1986–87, 26, str. 491–501. — Gracija Markov. — L. Čoralić: U gradu svetoga Marka. Zagreb 2001.